# Distioculus minor
Distioculus minor är en kräftdjursart som först beskrevs av T. Scott 1894.  Distioculus minor ingår i släktet Distioculus och familjen Miraciidae. Inga underarter finns listade i Catalogue of Life.